# José Santos Zelaya
José Santos Zelaya Lopez, né à Managua (Nicaragua) le 1er novembre 1853 et mort le 17 mai 1919 à New York (États-Unis), est un homme politique et militaire nicaraguayen. Membre du Parti libéral, il est président du Nicaragua entre 1893 et 1909. Associé à une politique progressiste, il fait d'importantes réformes dans le domaine de l'éducation et des infrastructures.

## Biographie
José Santos Zelaya Lopez est le fils de José María Fernandez Zelaya, originaire d'Olancho, au Honduras.
Il est élève au lycée Hoche (France).
Le 11 juillet 1893, un soulèvement contre le gouvernement conservateur a lieu à León  à l'initiative du général José Santos Zelaya, de Francisco Baca, Anastasio Ortiz et Pedro Balladares. Leurs troupes font leur entrée le 25 juillet dans Managua, la capitale du pays.
Élu chef de l'État, Zelaya occupe militairement Bluefield sur la côte des Mosquitos, région qui est sous protectorat de fait du Royaume-Uni, le 12 février 1894 et annexe le territoire. Le Royaume-Uni reconnait la souveraineté du Nicaragua.
Après sa réélection en 1902, les États-Unis ayant décidé d'opter pour le canal de Panama, Zelaya recherche à un accord avec l'Allemagne et le Japon pour reprendre l'étude du projet de canal du Nicaragua. Ce sera un point de désaccord avec les États-Unis, comme le sera aussi le soutien qu'il apporte aux partis libéraux de la région dans le cadre de la création de Grande République d'Amérique centrale. Celle-ci ne put cependant se maintenir que trois ans.
Au cours de son administration, le pays connait un grand développement. Il modernise l'État, introduit l'habeas corpus, et une nouvelle Constitution. Il affronte l’Église qui constituait alors un État dans l’État : l’évêque de León est expulsé, la laïcité est adoptée dans les écoles et l’Église officiellement séparée de l’État. Le Nicaragua devient le pays le plus prospère en Amérique centrale. 
Mais les désaccord avec les États-Unis sont trop nombreux. Il annule le contrat de concession de la Luz and Los Angeles Mining Company dont le secrétaire d'État nord-américain Philander Knox est l'un des principaux actionnaires et dont les établissements au Nicaragua sont dirigés par le propre neveu de Knox. En 1907, des navires de guerre américains occupent les différents ports du Nicaragua. La tension atteint un tel point qu'un conflit interne éclate entre les libéraux et les conservateurs, soutenus par les États-Unis.
En 1909, deux mercenaires américains sont capturés et exécutés par le gouvernement de Zelaya. Les États-Unis considèrent cette action comme une provocation à la guerre, interviennent dans le pays et renversent le gouvernement Zelaya. Ce dernier est contraint de démissionner le 17 décembre.